# UPM-Sat
Els UPM-Sat són una sèrie de microsatél·lits desenvolupats per la Universitat Politècnica de Madrid en col·laboració amb l'Institut Nacional de Tècnica Aeroespacial d'Espanya, composta fins avui de dos membres, l'UPM/LB-Sat 1, llançat a l'espai el 1995 i l'UPM/Sat 2, anomenat també M.A.T.I.A.S., el llançament del qual estava previst para 1999, finalment serà llançat amb el nom UPMSat-2 UNIÓN el 2015
L'UPM-Sat 1 fou llançat el 7 de juliol de 1995 des de la Guaiana Francesa en el vol V75 d'un llançador Ariane 4 IV-40. Tenia un pes de 47 kg. Va tenir una vida operativa en òrbita de 213 dies, amb una òrbita polar heliosíncrona a 670 quilòmetres d'altitud, completant una volta al voltant de la Terra cada 98 minuts.
El projecte de l'UPM-Sat 2 tracta de desenvolupar un satèl·lit de menys de 50 kg de massa i dimensions totals inferiors a 0.5 m x 0.5 m x 0.6 m. El seu llançament està previst pel 2015.